# Modadugu Vijay Gupta
Pour les articles homonymes, voir Gupta.
Modadugu Vijay Gupta (17 août 1939) est un biologiste indien et un scientifique spécialisé dans le domaine de la pêche.

## Jeunesse et carrière
Né le 17 août 1939, Modadugu Vijay Gupta est originaire de Bapatla dans l'État d'Andhra Pradesh, en Inde.
Jusqu'à sa récente retraite, le Dr Modadugu Vijay Gupta était directeur général adjoint de WorldFish, un institut international de recherche halieutique relevant du Groupe consultatif pour la recherche agricole internationale (GCRAI) basé à Penang en Malaisie.
Il a reçu le Prix mondial de l'alimentation en 2005 pour le développement et la diffusion de techniques peu coûteuses de pisciculture en eau douce (utilisant des espèces de poissons comme le tilapia) auprès des populations rurales pauvres. Il est reconnu comme un pionnier de la révolution bleue en Asie du Sud-Est. En 2015, il a été sélectionné pour le premier Sunhak Peace Prize, en reconnaissance pour la création et le développement d'un système d'aquaculture en faveur des populations rurales les plus pauvres d'Asie, d'Afrique et du Pacifique.

## Distinctions
En 2023, le gouvernement indien lui a octroyé la décoration civile Padma Shri.